# Mount Larsen (berg i Östantarktis)
Larsen är ett berg i Antarktis. Det ligger i Östantarktis. Nya Zeeland gör anspråk på området. Toppen på Larsen är 1 524 meter över havet.
Terrängen runt Larsen är huvudsakligen kuperad, men den allra närmaste omgivningen är bergig. Larsen är den högsta punkten i trakten. Trakten är obefolkad. Det finns inga samhällen i närheten. 